# Estadio Ernst Happel
El Estadio Ernst Happel (en alemán: Ernst-Happel-Stadion) de Viena, también conocido como Estadio Prater (Praterstadion) hasta 1992 en el que fue renombrado en honor del exfutbolista y entrenador Ernst Happel, es el mayor estadio de Austria con un aforo de 53 000 espectadores. Fue construido de 1929 a 1931 y su diseño corrió a cargo del arquitecto alemán Otto Ernst Schweizer, siendo inaugurado el 11 de julio de 1931 para las segundas Olimpiadas de los trabajadores.
El estadio está dedicado principalmente a la práctica del fútbol, pero puede albergar también pruebas de atletismo. Está catalogado por la UEFA como de élite (categoría 4), lo que le permite albergar finales europeas, como las cuatro finales de Copa de Europa que ha acogido o la final de la Eurocopa 2008 en la que España se proclamó campeona ante Alemania.

## Historia
El estadio Ernst Happel es el más grande de Austria, y es la sede de la selección de fútbol de Austria. Los partidos entre clubes se limitan generalmente a la copa nacional y a las competiciones internacionales donde juegan uno de los clubs superiores de Viena, FK Austria Wien y SK Rapid Wien, ya que sus estadios oficiales son demasiado pequeños para recibir la Liga de Campeones de la UEFA y la Copa de la UEFA. El derbi entre el FK Austria y el SK Rapid también se han jugado en el estadio.
Aunque su capacidad actual es solamente 49 825 localidades, se puede usar como sede de las finales de Copa de Europa. La capacidad del asiento se está ampliando a 53 008 espectadores.

## Eventos

### Eurocopa 1960
| 23 de septiembre de 1959, 19:00    | Austria                                    | 5:2 (3:2) | Noruega           | Estadio Ernst Happel, Viena                                                        |                                                                                    |
|                                    | Hof 2', 45' (p) Nemec 21', 73' Skerlan 90' |           | Ødegaard 19', 35' | Asistencia: 34.989 espectadores Árbitro(s): Werner Bergmann (Alemania Democrática) | Asistencia: 34.989 espectadores Árbitro(s): Werner Bergmann (Alemania Democrática) |
| Austria ganó por 6-2 en el global. |                                            |           |                   |                                                                                    |                                                                                    |

| 27 de marzo de 1960, 15:00         | Austria              | 2:4 (1:0) | Francia                                         | Estadio Ernst Happel, Viena                                       |                                                                   |
|                                    | Nemec 26' Probst 64' |           | Marcel 46' Fontaine 60' Heutte 77' Kopa 83' (p) | Asistencia: 39.229 espectadores Árbitro(s): Leo Helge (Dinamarca) | Asistencia: 39.229 espectadores Árbitro(s): Leo Helge (Dinamarca) |
| Francia ganó por 9-2 en el global. |                      |           |                                                 |                                                                   |                                                                   |

### Eurocopa 1964
| 25 de septiembre de 1963, 19:30 | Austria | 0:0' | Irlanda | Estadio Ernst Happel, Viena                                      |  |
|                                 |         |      |         | Asistencia: 26.741 espectadores Árbitro(s): Gyula Gere (Hungría) |  |

### Eurocopa 2008

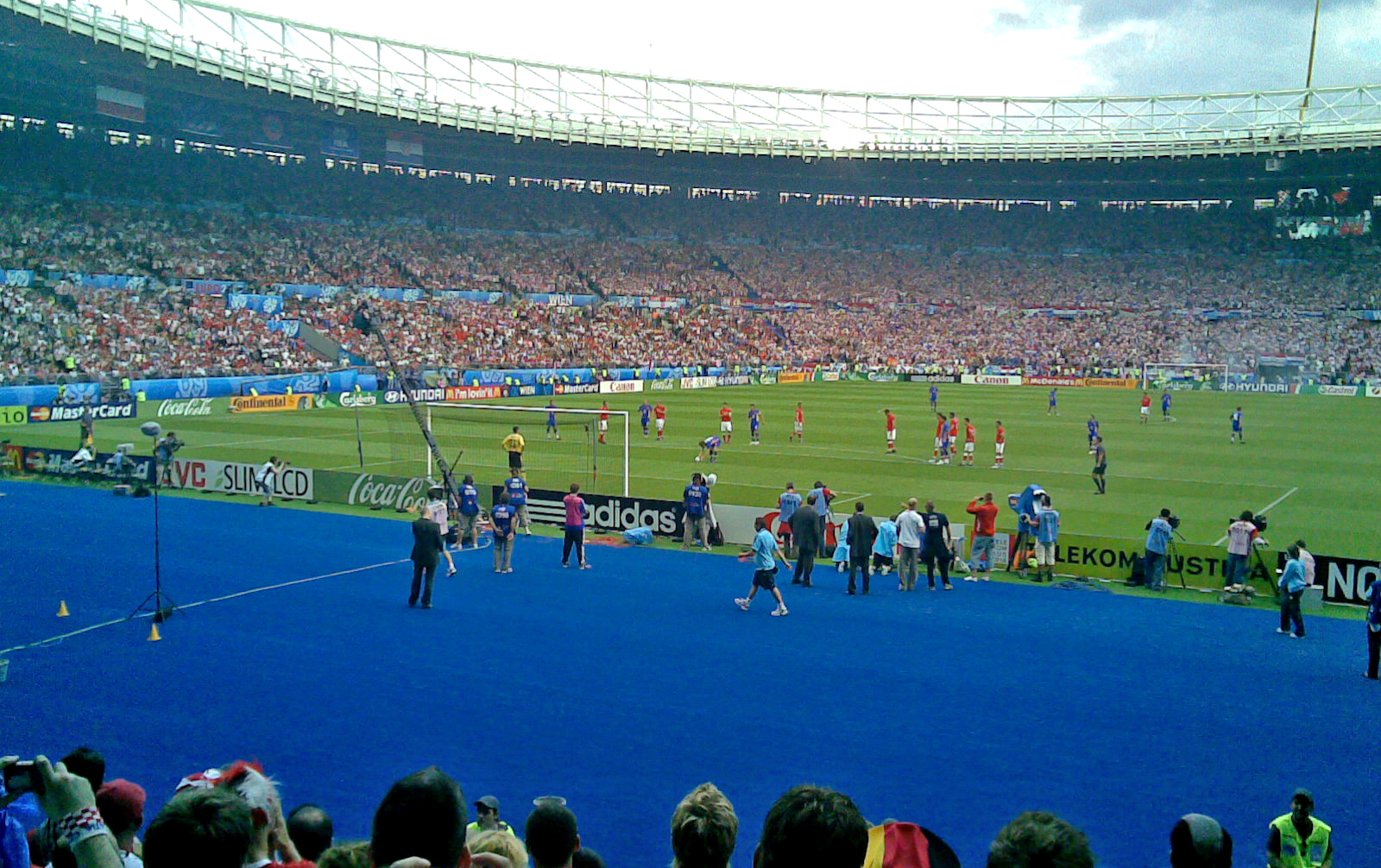
Imagen del partido inaugural del estadio en la Eurocopa 2008 entre Austria y Croacia

El estadio, fue una de las cuatro sedes austriacas de la Eurocopa 2008. Se disputaron en él siete encuentros: tres de fase de grupos, dos de cuartos de final, una semifinal y la Final.
| Fecha               | Selección #1 | Resultado      | Selección #2 | Ronda                 | Espectadores |
| ------------------- | ------------ | -------------- | ------------ | --------------------- | ------------ |
| 8 de junio de 2008  | Austria      | 0–1            | Croacia      | Primera fase, Grupo B | 51 428       |
| 12 de junio de 2008 | Austria      | 1–1            | Polonia      | Primera fase, Grupo B | 51 428       |
| 16 de junio de 2008 | Austria      | 0–1            | Alemania     | Primera fase, Grupo B | 51 428       |
| 20 de junio de 2008 | Croacia      | 1–1 (1–3 pen.) | Turquía      | Cuartos de final      | 51 428       |
| 22 de junio de 2008 | España       | 0–0 (4–2 pen.) | Italia       | Cuartos de final      | 51 178       |
| 26 de junio de 2008 | Rusia        | 0–3            | España       | Semifinal             | 51 428       |
| 29 de junio de 2008 | Alemania     | 0–1            | España       | Final                 | 51 428       |

### Finales de Copa de Europa
El Praterstadion de Viena, ha acogido cuatro finales de la máxima competición de clubes de Europa. Este estadio es junto al Estadio Santiago Bernabéu de Madrid, el Estadio Olímpico de Roma y el Estadio De Heysel de Bruselas, el segundo estadio que más finales de Copa de Europa ha celebrado a lo largo de su historia, tan solo por debajo de las cinco finales que albergó el antiguo Estadio de Wembley en Londres.
- 1995 UEFA Champions League: Ajax 1 – 0 AC Milan
- 1990 UEFA Champions League: AC Milan 1 – 0 Benfica
- 1987 UEFA Champions League: FC Porto 2 – 1 Bayern de Múnich
- 1964 UEFA Champions League: Inter Milan 3 – 1 Real Madrid

#### Otras finales europeas
- 1994 Copa de la UEFA: Internazionale 1– 0 Austria Salzburg
- 1970 Recopa de Europa: Manchester City 2 – 1 Górnik Zabrze

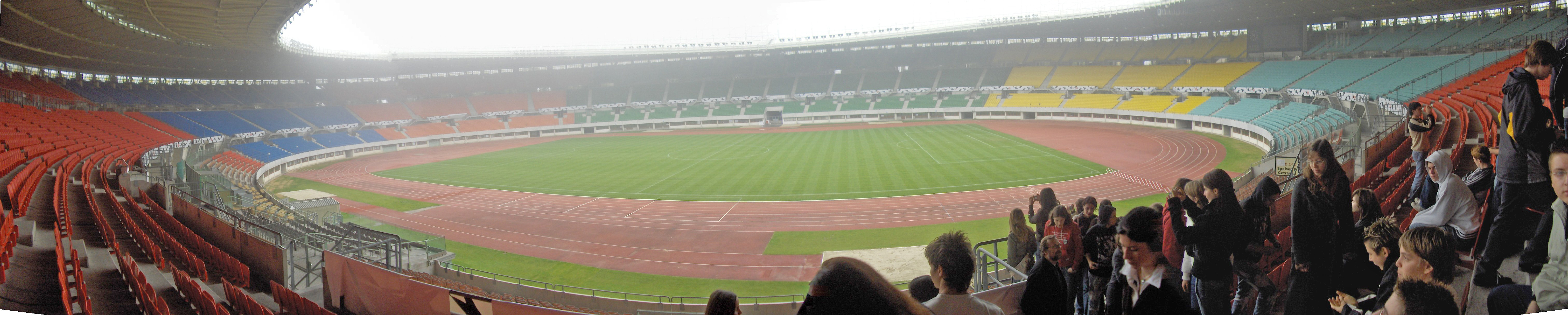

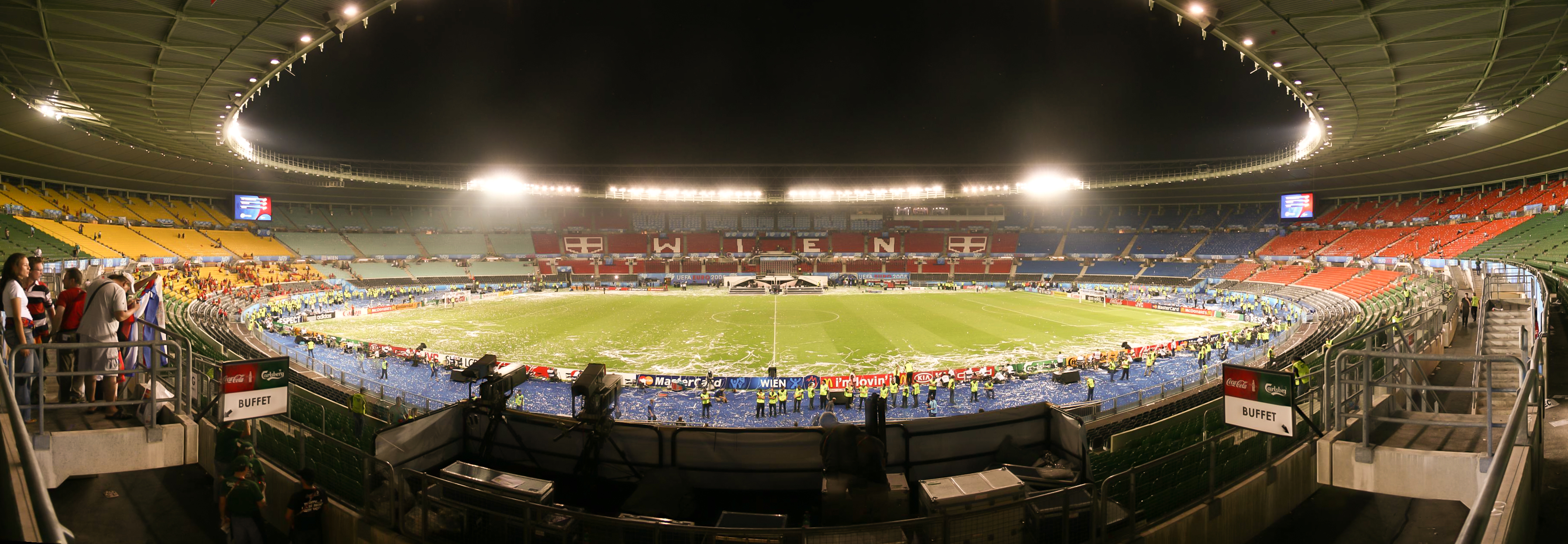
Imagen panorámica.

## Otros deportes
Otros acontecimientos que se han llevado a cabo en el estadio han sido de atletismo, ciclismo y tenis. En 1950, 35 000 personas presenciaron el triunfo del austríaco Josef Weidinger por la corona europea de los Pesos pesados contra Stefan Olek, (de Francia), y en 1995, una piscina temporal en el estadio fue la sede del Campeonato Europeo de Natación.

## Conciertos
El estadio ha sido escenario de numerosos conciertos, que han reunido hasta 56 000 espectadores en eventos como Los Tres Tenores, Guns N' Roses, Pink Floyd, Tina Turner, Madonna, Michael Jackson y One Direction.

## Posible sede de Eurovisión 2015
Tras la victoria de Conchita Wurst, representante de Austria en Eurovisión 2014, la próxima edición se celebraría en Austria, este estadio se especuló como sede de la LX edición del Festival de Eurovisión 2015, es más, la cadena pública austriaca estuvo a punto de confirmalo en su cuenta de Twitter, aunque finalmente el 6 de agosto de 2014 se anunció que la sede finalmente sería el Wiener Stadhalle, en Viena (Austria).